# Cantó d'Atsat
El cantó d'Atsat és un cantó francès del departament de l'Aude, a la regió d'Occitània. S'inclou al districte de Limós, té 14 municipis i el cap cantonal és Atsat.

## Municipi
- Artigues
- Atsat
- Beceda de Saut
- El Bosquet
- Calhan
- Al Clat
- Conòsol
- Escolobre
- Ginclar
- Montfòrt
- La Pradèla-Puèglaurenç
- Ròcafòrt de Saut
- Santa Coloma de Rocafort
- Salvesinas